# Myoporum kermadecense
Myoporum kermadecense är en flenörtsväxtart som beskrevs av W.R. Sykes. Myoporum kermadecense ingår i släktet Myoporum och familjen flenörtsväxter. Inga underarter finns listade i Catalogue of Life.